# Castello dei Pio

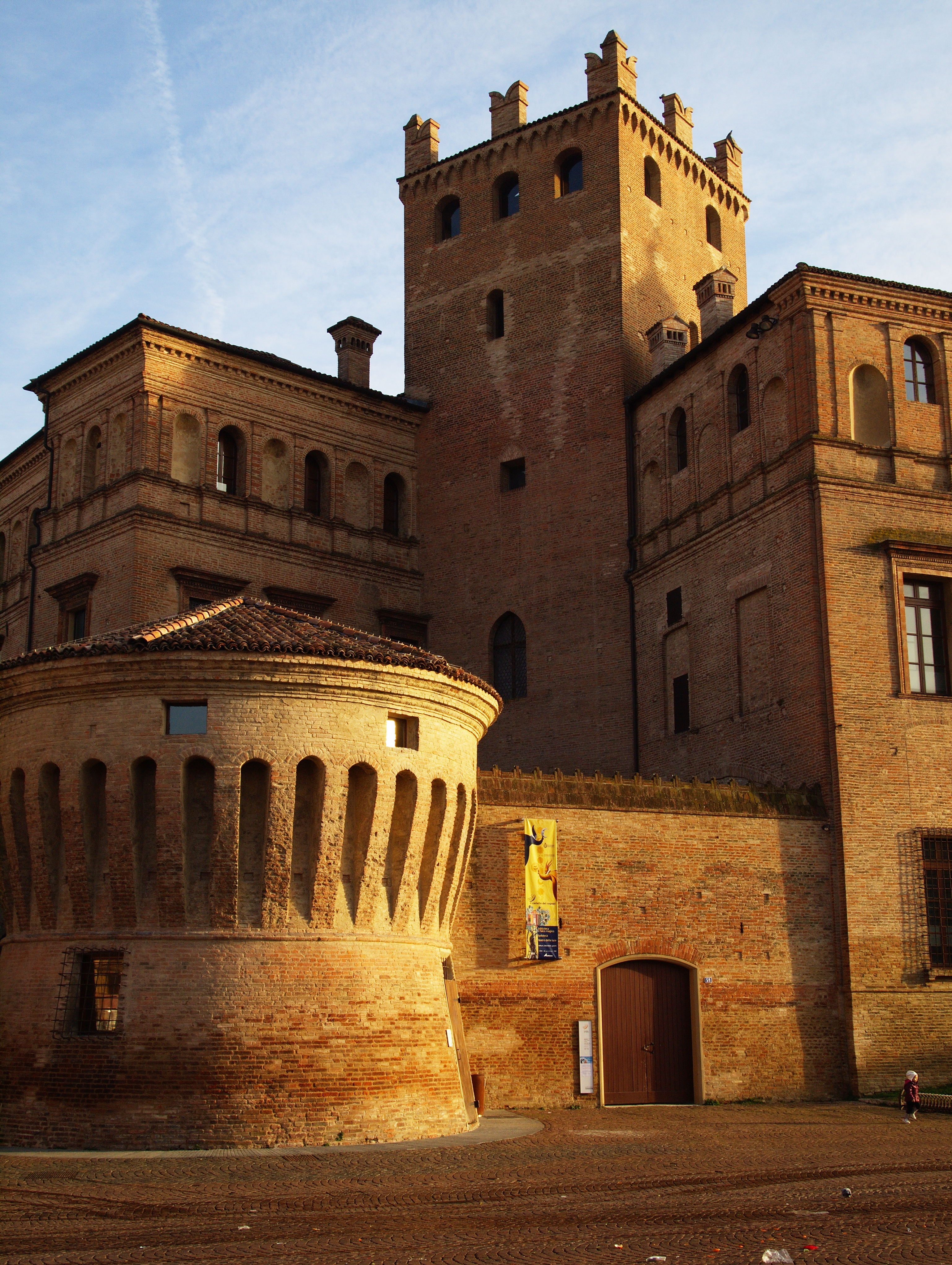
Castello dei Pio, la torre dell'Uccelliera e la torre di Passerino Bonacolsi

Il castello o palazzo dei Pio, dell'omonima famiglia, è un insieme disomogeneo di edifici di periodi diversi che si estende su piazza dei Martiri e su piazzale Re Astolfo, cuore medioevale della città di Carpi.

## Storia
Il complesso, un tempo circondato da fossati, è composto da più corpi edificati tra l'XI e il XVII secolo, e fu abitato dai Pio dal XIV al XVI secolo. Tra i corpi di fabbrica unificati a più riprese si contano l'Uccelliera, la torre del Passerino (o del Bonacolsi), la facciata centrale, le stanze del vescovo, la torre dell'orologio, il torrione degli Spagnoli (o di Galasso), le rocche vecchia e nuova. L'impulso decisivo fu dato da Alberto III Pio che trasformò la rocca medievale in una residenza in stile rinascimentale nel XVI secolo.
Il complesso fu poi adibito a scopi diversi nei secoli successivi alla caduta dei Pio e in tempi recenti ospita l'archivio storico comunale di Carpi, i musei (con le sezioni "Museo del palazzo", "Museo della città" e "Museo monumento al deportato politico e razziale") e il "Castello dei ragazzi" ed è sede saltuaria di mostre d'arte.

## Descrizione

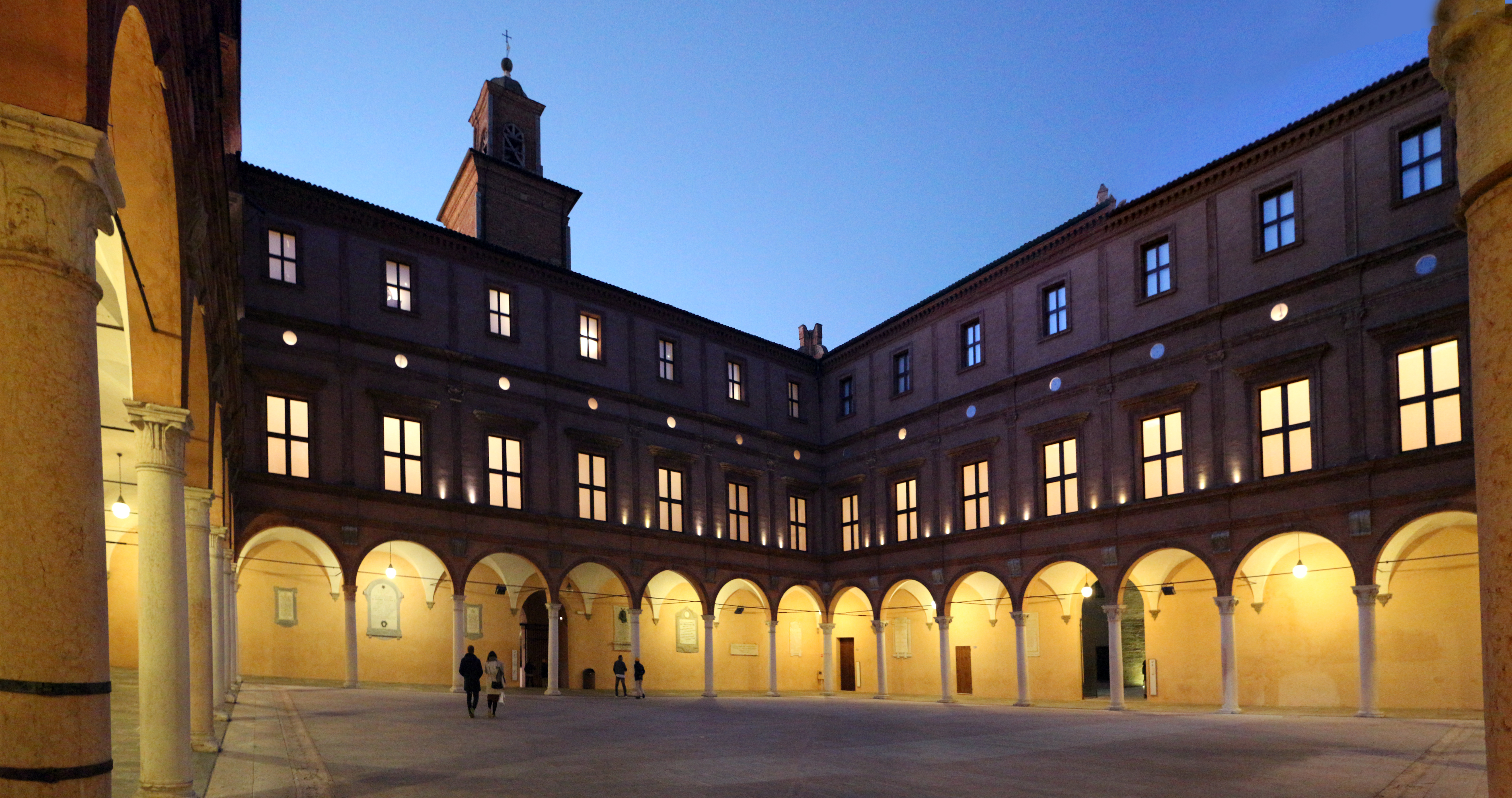
Il cortile principale

La lunga facciata sulla piazza si caratterizza per un aspetto rinascimentale, con resti di affreschi di Giovanni del Sega (1506) al piano superiore, dove si aprono finestre e nicchie separate da paraste. Al centro si leva la seicentesca torre dell'Orologio, che ricorda vagamente il castello Estense di Ferrara, mentre a nord il bastione cilindrico è detto "torre dell'Uccelliera", risalente al 1480, e vicino alla torre merlata di Passerino Bonacolsi, più antica (1320). All'altra estremità il torrione di Galasso Pio, realizzato entro il 1450, e decorato da terrecotte e pinnacoli.
Si accede al complesso dal vestibolo sotto la torre dell'Orologio, per arrivare a un grande cortile centrale ispirato ai modi del Bramante: porticato su quattro lati, presenta archi a tutto sesto retti da colonne marmoree dagli interessanti capitelli, soprattutto sul lato sinistro per chi entra. Le decorazioni in cotto vennero ripristinate nel 1874. A destra si accede allo scalone monumentale a doppia rampa con collegamento fatto da un ballatoio a cupola.

### Musei
All'interno del castello si trovano i musei civici, ordinati in più sezioni: il Museo civico Giulio Ferrari, il Museo della Città, l'esposizione di xilografie di Ugo da Carpi, l'omaggio a Blumarine di Anna Molinari e altre sezioni didattiche e storiche.

#### Appartamento monumentale
Al piano nobile gli ambienti attorno al cortile sono organizzati come un loggiato continuo (oggi chiuso da vetrate), che si ispira alle logge di Raffaello e dove non si può escludere un intervento di Baldassarre Peruzzi. Da qui si può accedere all'appartamento monumentale, nell'ala nord-est. Si incontra per primo il "Salone dei Mori", ispirato ai saloni estensi come a palazzo Schifanoia e decorato da prospettive, statue all'antica e allegorie (poco leggibili) di Giovanni del Sega (1506). A destra si apre la cappella, costituita da due campate di una navatella e da un presbiterio quadrato con cupoletta su pennacchi (restauro nel 1921). Le pareti e le volte sono coperte da affreschi del primo Cinquecento di Bernardino Loschi (Storie di Maria, Alberto Pio e familiari). Sull'altare si trovava l'Annunciazione di Vincenzo Catena, oggi in un'altra sala del museo. Alle pareti inoltre quattro tondi in terracotta policroma invetriata di Andrea della Robbia, raffiguranti gli Evangelisti. Pregevole ma non originale il pavimento maiolicato.
L'annessa "stanza del Forno" ha un camino cassettonato ligneo del XIV secolo, e conserva affreschi staccati del XVI secolo. Seguono la "stanza Ornata", con prospettive di Bernardino Loschi, e la "stanza dei Trionfi", con resti di affreschi dello stesso autore ispirati ai Trionfi del Petrarca, tema assai caro alle corti rinascimentali. Un tempo si trovava qui il nucleo più significativo della pinacoteca, mentre oggi si preferisce dare maggior risalto agli affreschi restaurati. Annessa è la "stanza dell'Amore", con una camino del XV secolo e una volta decorata da dipinti e stucchi; gli affreschi scialbati sono del XV-XVI secolo.
Altri ambienti sono la "Sala dei cervi" (affreschi a soggetto venatorio del XVI secolo) e la "stanza degli Stemmi" (affreschi del XVI secolo).
La pinacoteca è in corso di riallestimento. Tra i dipinti della collezione la Vendetta di Progne di Mattia Preti, l'Allegoria del Vizio e della Virtù di Jacopo Palma il Giovane, l'Annunciazione del ferrarese Scarsellino, il Battesimo di Cristo di Denijs Calvaert (maestro di Guido Reni) e opere di Giovanni del Sega, Bernardino Loschi, del Mastelletta, di Vincenzo Catena e di molti altri pittori di scuola emiliana. Conserva inoltre ceramiche rinascimentali di scuola emiliana e arredi storici.

#### Museo della xilografia
In alcune salette del piano nobile è stato ricavato dal 1936 il "Museo della xilografia italiana", dedicato a Ugo da Carpi e ai maestri italiani e stranieri. Vi sono esposte opere originali a rotazione, matrici e un torchio del XIX secolo.

#### Museo della città

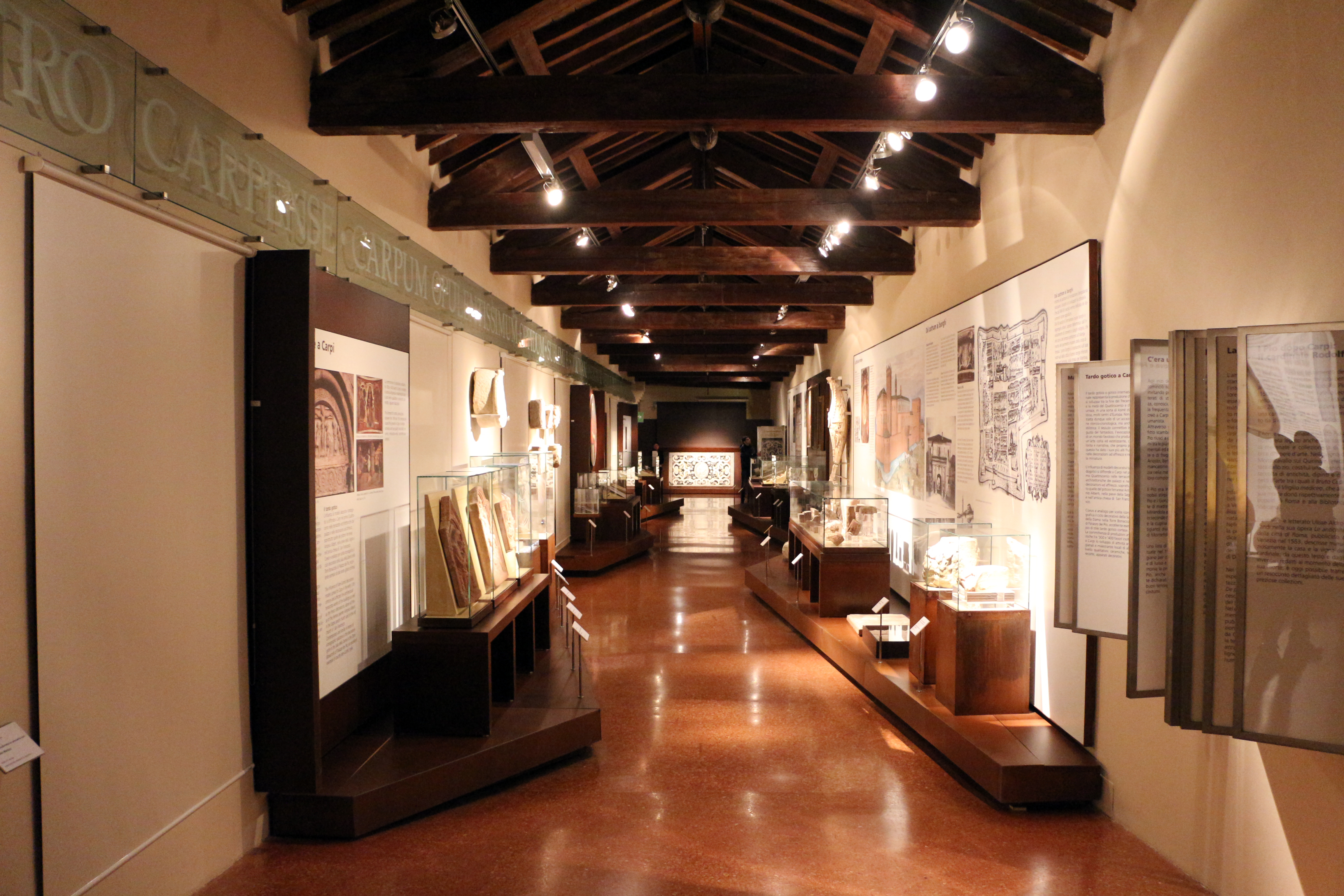
Il Museo della città

Al secondo piano, recentemente riordinato, si trova il "Museo della città". Negli ambienti per lo più attorno al loggiato l'esposizione raccoglie materiali del territorio a partire da una sezione archeologica, con materiali preistorici, etrusco-padani, celtici, romani e medievali. Segue una sezione moderna, con particolare attenzione ai signori della città (i Pio da Carpi prima e gli Estensi poi), una dedicata ai bronzetti francesi del XIX secolo, una alla produzione di piani in scagliola tra i secoli XVII e XVIII, una al Risorgimento, una al mondo contadino e una alla Carpi industriale e contemporanea, con particolare attenzione al mondo del tessile e all'eccellenza del territorio rappresentata dalle creazioni di Anna Molinari per Blumarine.

#### Museo-monumento al deportato politico e razziale
In un cortile secondario si trova il Museo-monumento al deportato politico e razziale, inaugurato nel 1973 su progetto dello studio BBPR (Belgioioso, Banfi, Peressutti e Rogers), in collaborazione con gli artisti Giuseppe Lanzani e Renato Guttuso, Traccia la storia durante la seconda guerra mondiale del campo di internamento di Fossoli, l'unico del suo genere in Italia, situato a poca distanza da Carpi. Qui gli internati erano raccolti nell'attesa di proseguire per i campi di sterminio in Germania, luoghi ricordati da 16 grandi stele in cemento coi nomi dei lager nazisti.

#### Biblioteca comunale
Dal cortile si accede alla Biblioteca comunale, che si trova in piazzale Re Astolfo e che conserva 30.000 volumi e una rara collezione di opere antiche e incunaboli provenienti dalla Libreria dei Padri francescani.